# Alan Jackson (tävlingscyklist)
Alan Wharmby Jackson, född 19 november 1933 i Stockport, död 1974 i Hornchurch, var en brittisk tävlingscyklist.
Jackson blev olympisk silvermedaljör i laglinjeloppet vid sommarspelen 1956 i Melbourne.